# مونته‌میلتو
مونته‌میلتو (به ایتالیایی: Montemiletto) یک کومونه در ایتالیا است که در استان آولینو واقع شده‌است.

## خصوصیات
مونته‌میلتو ۲۱ کیلومترمربع مساحت و ۵٬۴۴۰ نفر جمعیت دارد و ۶۰۰ متر بالاتر از سطح دریا واقع شده‌است.